# Cup of China de 2005
Cup of China de 2005 foi a terceira edição da Cup of China, um evento anual de patinação artística no gelo organizado pela Associação Chinesa de Patinação (em inglês:  Chinese Skating Association), e que fez parte do Grand Prix de 2005–06. A competição foi disputada entre os dias 2 de novembro e 6 de novembro, na cidade de Pequim, China.

## Eventos
- Individual masculino
- Individual feminino
- Duplas
- Dança no gelo

## Medalhistas
| Evento                        | Ouro                                      | Prata                                    | Bronze                                     |
| Individual masculino detalhes | Emanuel Sandhu · Canadá                   | Stéphane Lambiel · Suíça                 | Andrei Griazev · Rússia                    |
| Individual feminino detalhes  | Irina Slutskaya · Rússia                  | Mao Asada · Japão                        | Shizuka Arakawa · Japão                    |
| Duplas detalhes               | Maria Petrova · Alexei Tikhonov · Rússia  | Pang Qing · Tong Jian · China            | Dorota Zagorska · Mariusz Siudek · Polônia |
| Dança no gelo detalhes        | Tatiana Navka · Roman Kostomarov · Rússia | Galit Chait · Sergei Sakhnovski · Israel | Megan Wing · Aaron Lowe · Canadá           |

## Resultados

### Individual masculino
| Pos.              | Nome             | Nacionalidade  | Pontos | PC         | PL          |
| ----------------- | ---------------- | -------------- | ------ | ---------- | ----------- |
| Medalha de ouro   | Emanuel Sandhu   | Canadá         | 212.66 | 65.10 (4)  | 147.56 (1)  |
| Medalha de prata  | Stéphane Lambiel | Suíça          | 203.60 | 70.20 (3)  | 133.40 (2)  |
| Medalha de bronze | Andrei Griazev   | Rússia         | 200.60 | 71.00 (1)  | 129.60 (3)  |
| 4                 | Ben Ferreira     | Canadá         | 185.33 | 62.83 (6)  | 122.50 (4)  |
| 5                 | Zhang Min        | China          | 178.31 | 58.09 (8)  | 120.22 (5)  |
| 6                 | Ryan Jahnke      | Estados Unidos | 177.02 | 64.80 (5)  | 112.22 (8)  |
| 7                 | Matthew Savoie   | Estados Unidos | 174.37 | 57.07 (9)  | 117.30 (6)  |
| 8                 | Li Chengjiang    | China          | 173.69 | 70.25 (2)  | 103.44 (10) |
| 9                 | Alban Préaubert  | França         | 166.77 | 50.93 (12) | 115.84 (7)  |
| 10                | Wu Jialiang      | China          | 158.86 | 58.16 (7)  | 100.70 (12) |
| 11                | Kazumi Kishimoto | Japão          | 157.74 | 53.14 (10) | 104.60 (9)  |
| 12                | Roman Serov      | Israel         | 155.90 | 52.74 (11) | 103.16 (11) |

### Individual feminino
| Pos.              | Nome            | Nacionalidade  | Pontos | PC         | PL         |
| ----------------- | --------------- | -------------- | ------ | ---------- | ---------- |
| Medalha de ouro   | Irina Slutskaya | Rússia         | 196.12 | 70.22 (1)  | 125.90 (1) |
| Medalha de prata  | Mao Asada       | Japão          | 176.60 | 62.92 (2)  | 113.68 (3) |
| Medalha de bronze | Shizuka Arakawa | Japão          | 173.60 | 57.56 (3)  | 116.04 (2) |
| 4                 | Elena Liashenko | Ucrânia        | 160.70 | 57.52 (4)  | 103.18 (4) |
| 5                 | Liu Yan         | China          | 145.92 | 47.72 (5)  | 98.20 (5)  |
| 6                 | Viktória Pavuk  | Hungria        | 129.84 | 42.00 (8)  | 87.84 (6)  |
| 7                 | Fang Dan        | China          | 122.54 | 44.22 (7)  | 78.32 (7)  |
| 8                 | Hou Na          | China          | 106.34 | 44.88 (6)  | 61.46 (10) |
| 9                 | Idora Hegel     | Croácia        | 104.78 | 41.42 (9)  | 63.36 (8)  |
| 10                | Amber Corwin    | Estados Unidos | 91.06  | 28.28 (10) | 62.78 (9)  |

### Duplas
| Pos.              | Nome                                | Nacionalidade  | Pontos | PC        | PL         |
| ----------------- | ----------------------------------- | -------------- | ------ | --------- | ---------- |
| Medalha de ouro   | Maria Petrova / Alexei Tikhonov     | Rússia         | 185.38 | 62.76 (1) | 122.62 (1) |
| Medalha de prata  | Pang Qing / Tong Jian               | China          | 176.46 | 58.64 (2) | 117.82 (2) |
| Medalha de bronze | Dorota Zagorska / Mariusz Siudek    | Polônia        | 162.48 | 56.06 (3) | 106.42 (3) |
| 4                 | Jessica Dubé / Bryce Davison        | Canadá         | 157.48 | 53.16 (4) | 104.32 (4) |
| 5                 | Natalia Shestakova / Pavel Lebedev  | Rússia         | 142.12 | 45.88 (6) | 96.24 (5)  |
| 6                 | Katie Orscher / Garrett Lucash      | Estados Unidos | 129.98 | 49.02 (5) | 80.96 (6)  |
| 7                 | Marina Aganina / Artem Knyazev      | Uzbequistão    | 114.46 | 36.72 (8) | 77.74 (7)  |
| 8                 | Rumiana Spassova / Stanimir Todorov | Bulgária       | 109.74 | 36.76 (7) | 72.98 (8)  |

### Dança no gelo
| Pos.              | Nome                                | Nacionalidade  | Pontos | DC         | DO         | DL         |
| ----------------- | ----------------------------------- | -------------- | ------ | ---------- | ---------- | ---------- |
| Medalha de ouro   | Tatiana Navka / Roman Kostomarov    | Rússia         | 197.07 | 36.83 (1)  | 58.50 (1)  | 101.74 (1) |
| Medalha de prata  | Galit Chait / Sergei Sakhnovski     | Israel         | 186.13 | 34.23 (2)  | 55.81 (2)  | 96.09 (2)  |
| Medalha de bronze | Megan Wing / Aaron Lowe             | Canadá         | 163.36 | 31.58 (4)  | 50.61 (3)  | 81.17 (4)  |
| 4                 | Kristin Fraser / Igor Lukanin       | Azerbaijão     | 161.58 | 29.15 (5)  | 47.62 (6)  | 84.81 (3)  |
| 5                 | Morgan Matthews / Maxim Zavozin     | Estados Unidos | 157.72 | 28.51 (6)  | 48.89 (5)  | 80.32 (5)  |
| 6                 | Federica Faiella / Massimo Scali    | Itália         | 156.35 | 32.03 (3)  | 49.32 (4)  | 75.00 (6)  |
| 7                 | Alexandra Kauc / Michał Zych        | Polônia        | 142.57 | 26.41 (7)  | 43.48 (7)  | 72.68 (7)  |
| 8                 | Julia Golovina / Oleg Voiko         | Ucrânia        | 134.21 | 26.03 (8)  | 41.71 (8)  | 66.47 (8)  |
| 9                 | Alexandra Zaretski / Roman Zaretski | Israel         | 129.87 | 24.36 (9)  | 39.37 (9)  | 66.14 (9)  |
| 10                | Yu Xiaoyang / Wang Chen             | China          | 127.37 | 22.98 (10) | 38.67 (10) | 65.72 (10) |

## Quadro de medalhas
| Ordem | País    | Medalha de ouro | Medalha de prata | Medalha de bronze |    | Ordem por total |
| ----- | ------- | --------------- | ---------------- | ----------------- | -- | --------------- |
| 1     | Rússia  | 3               |                  | 1                 | 4  | 1               |
| 2     | Canadá  | 1               |                  | 1                 | 2  | 2               |
| 3     | Japão   |                 | 1                | 1                 | 2  | 2               |
| 4     | China   |                 | 1                |                   | 1  | 4               |
| 4     | Israel  |                 | 1                |                   | 1  | 4               |
| 4     | Suíça   |                 | 1                |                   | 1  | 4               |
| 7     | Polônia |                 |                  | 1                 | 1  | 4               |
| TOTAL | TOTAL   | 4               | 4                | 4                 | 12 | —               |